# Bad Meets Evil
Bad Meets Evil je ameriški hip-hop duo iz Detroita (Michigan, ZDA), ki ga sestavljata raperja Royce Da 5'9" (Bad) in Eminem (Evil). Najbolj znana sta po njuni kolaboraciji v pesmi, z istim imenom kot duo, ki se je pojavila na Eminemovem albumu, The Slim Shady LP, leta 1999.
Skupaj sta posnela mnogo priznanih 'underground' pesmi, vključno s popularno pesmijo Renegade, ki jo je Jay-Z kasneje uporabil na albumu The Blueprint in Roycev verz zamenjal s svojim. Posnela sta to tudi mnogo freestylev', vključno z 12-minutnim dvobojem.
Bad Meets Evil se je razpadel ne dolgo po letu 2000, ko se je Royce sprl z Eminemovo skupino, D12. Kasneje sta se ponovno združila, in sta 14. Junija 2011 izdala svoj EP,Hell: The Sequel, ki je se uvrstil na vrh lestvice Billboard 200. Album naj bi bil (po SoundScanu) prodan v okoli 171.000 izvodov. Album je do danes v ZDA prodan v  več kot 538.000 izvodih.

## Diskografija

### EP-ji
| Naslov           | Podatki o EP-ju                                                        | Začetna pozija na lestvicah | Začetna pozija na lestvicah | Začetna pozija na lestvicah | Začetna pozija na lestvicah | Začetna pozija na lestvicah | Začetna pozija na lestvicah | Začetna pozija na lestvicah | Začetna pozija na lestvicah | Certifikacije            |
| Naslov           | Podatki o EP-ju                                                        | US                          | US R&B                      | US Rap                      | AUS                         | CAN                         | NZ                          | SWI                         | UK                          | Certifikacije            |
| ---------------- | ---------------------------------------------------------------------- | --------------------------- | --------------------------- | --------------------------- | --------------------------- | --------------------------- | --------------------------- | --------------------------- | --------------------------- | ------------------------ |
| Hell: The Sequel | - Released: June 14, 2011 - Label: Shady, Interscope - Formats: CD, MD | 1                           | 1                           | 1                           | 3                           | 1                           | 15                          | 5                           | 7                           | * US: Zlato - AUS: Zlato |

### Singles
| Leto                                                              | Pesem                             | Začetna pozija na lestvicah | Začetna pozija na lestvicah | Začetna pozija na lestvicah | Začetna pozija na lestvicah | Začetna pozija na lestvicah | Začetna pozija na lestvicah | Začetna pozija na lestvicah | Začetna pozija na lestvicah | Album               |
| Leto                                                              | Pesem                             | US                          | US R&B                      | US Rap                      | AUS                         | CAN                         | IRE                         | NZ                          | UK - »Fast Lane« and »Lighters«: »Chart Stats - Bad Meets Evil«. Chart Stats. The Official Charts Company. Arhivirano iz spletišča dne 10. decembra 2012. Pridobljeno 24. junija 2011.</ref> | Album               |
| ----------------------------------------------------------------- | --------------------------------- | --------------------------- | --------------------------- | --------------------------- | --------------------------- | --------------------------- | --------------------------- | --------------------------- | --- | ------------------- |
| 1999                                                              | »Nuttin' to Do«                   | —                           | —                           | 32                          | —                           | —                           | —                           | —                           | 182 | Singli izven albuma |
| 1999                                                              | »Scary Movies«                    | —                           | —                           | —                           | —                           | —                           | —                           | —                           | 63 | Singli izven albuma |
| 2011                                                              | »Fast Lane«                       | 32                          | —                           | —                           | 88                          | 50                          | —                           | 35                          | 66 | Hell: The Sequel    |
| 2011                                                              | »Lighters« (featuring Bruno Mars) | 4                           | 75                          | 6                           | 17                          | 4                           | 11                          | 2                           | 10 | Hell: The Sequel    |
| »—« denotes releases that did not chart or receive certification. |                                   |                             |                             |                             |                             |                             |                             |                             | |                     |

### Appearances together
| Leto | Pesem            | Album              | Nastopi                          | Producenti                 |
| ---- | ---------------- | ------------------ | -------------------------------- | -------------------------- |
| 1999 | »Bad Meets Evil« | The Slim Shady LP  | Eminem                           | Bass Brothers, Eminem      |
| 2000 | »She's the One«  | –                  | Royce da 5'9"                    | The Neptunes               |
| 2001 | –                | Eminem             | Eminem                           |                            |
| 2001 | »What the Beat«  | The Professional 2 | DJ Clue? featuring Method Man    | DJ Clue?, Duro             |
| 2002 | »Rock City«      | Rock City          | Royce da 5'9"                    | Red Spyda                  |
| 2010 | »Session One«    | Recovery           | Eminem featuring Slaughterhouse  | Just Blaze                 |
| 2011 | »2.0 Boys«       | –                  | Eminem, Slaughterhouse, Yelawolf | WillPower, KP, Eminem      |
| 2011 | »Writer's Block" | Success Is Certain | Royce da 5'9"                    | StreetRunner, Sarom Soundz |

### Music videos
| Naslov      | Leto | Režiserji    |
| ----------- | ---- | ------------ |
| »Fast Lane« | 2011 | James Larese |
| »Lighters«  | 2011 | Rich Lee     |